# Pinanga urdanetensis
Pinanga urdanetensis är en enhjärtbladig växtart som beskrevs av Odoardo Beccari. Pinanga urdanetensis ingår i släktet Pinanga och familjen Arecaceae. Inga underarter finns listade i Catalogue of Life.